# شركة الحلم، ذ.م.م
شركة الحلم ذ.م.م (بالإنجليزية: Dream Corp, LLC) مسلسل كوميدي أمريكي. من إعداد دانييل ستيسن، بدأ عرضه على قناة ادلت سويم في 23 أكتوبر، 2016. يُتابع المسلسل الدكتور. روبرتس وفريقهُ الذي يعمل على تحليل الأحلام عبر اجهزة خاصة في مرفق للعلاج النفسي.

## الممثلين والشخصيات
- جون غرايز بدور الدكتور روبرتس
- ستيفاني ألاينيس بدور جوي
- أحمد باروشا بدور أحمد
- مارك بروكش بدور راندي بلينك
- ستيفين ميرتشانت بدور تيري
- نيكولاس روثرفورد بدور المريض رقم #088

## وصلات خارجية
- الموقع الرسمي
- شركة الحلم، ذ.م.م على موقع IMDb (الإنجليزية)
- شركة الحلم، ذ.م.م على موقع روتن توميتوز (الإنجليزية)
- شركة الحلم، ذ.م.م على موقع كينوبويسك (الروسية)
- شركة الحلم، ذ.م.م على موقع قاعدة بيانات الفيلم (الإنجليزية)